# Denkyirahene

## 1500 założenie państwa Agona

### WładcaAgonahene
- 1588 - 1620 Mumunumfi

## 1620 zmiana nazwy państwa naDenkyira

### Władcy Denkyirahene
- 1620 - 1624 Mumunumfi
- 1624 - 1637 Werempe Ampem
- 1637 - 1695 Boa Amponsem I
- 1695 - 1701 Ntim Gyakari

1701 Pokonani przez Ashanti stali się ich lennikiem
- 1701 - 1702 Boado Ahafo Berempon
- 1702 - 1712 Kyei Akobeng
- 1712 - 1720 Amoako Atta Panyin
- 1720 - 1725 Gyan Badu
- 1725 - 1770 Amoako Atta Kuma
- 1770 - 1793 Amoako Atta Yiadom (kobieta)
- 1793 - 1813 Owusu Bori I
- 1813 - 1851 Kwadwo Tibu I
- 1851 - 1859 Kwakye Fram
- 1859 - 1869 Kwesi Kyei I
- 1870 - 1875 Boa Amponsem II
- 1875 - 1910 Nkwantabisa I
- 1910 - 1912 Kwesi Kyei II
- 1912 - 1918 Nkwantabisa II
- 1919 - 1930 Kwadwo Tibu II
- 1931 - 1941 Nkwantabisa III
- 1942 - 1953 Owusu Bori II
- 1954 - 1954 Nana Kojo Odei (regent)
- 1955 - 2016 Odeefuo Boa Amponsem III